# زوزانا توماس
زوزانا توماس (بالسلوفاكية: Zuzana Tomasová)‏ هي عداءة مراثونية سلوفاكية، ولدت في 15 فبراير 1977 في برزنو في سلوفاكيا.

## وصلات خارجية
- زوزانا توماس على موقع الاتحاد الدولي لألعاب القوى (الإنجليزية)
- زوزانا توماس على موقع أوليمبيديا (الإنجليزية)